# Roadracing-VM 2020
Världsmästerskapen i Roadracing 2020 arrangeras av Internationella motorcykelförbundet och innehåller klasserna MotoGP, Moto2 och Moto3 i Grand Prix-serien. Därutöver har klasserna Superbike, Supersport, Supersport 300, Endurance och Sidovagnsracing världsmästerskapsstatus. VM-titlar delas ut till bästa förare och till bästa konstruktör.
| Världsmästare i roadracing 2020 | Världsmästare i roadracing 2020 | Världsmästare i roadracing 2020 |
| Klass                           | Mästare individuellt            | Mästare konstruktörer           |
| ------------------------------- | ------------------------------- | ------------------------------- |
| MotoGP                          | Joan Mir (Suzuki)               | Ducati                          |
| Moto2                           | Enea Bastianini (Kalex)         | Kalex                           |
| Moto3                           | Albert Arenas (KTM)             | Honda                           |
| Superbike                       | Jonathan Rea                    | Kawasaki                        |
| Supersport                      | Andrea Locatelli                | Yamaha                          |
| Supersport 300                  | Jeffrey Buis                    | Kawasaki                        |
| Endurance                       | Suzuki Endurance Racing Team    |                                 |
| Sidvagn                         | Inställt                        | -                               |

## Grand Prix
Grand Prix-klasserna i roadracing är MotoGP, Moto2 och Moto3. De körs tillsammans under sammanhållna tävlingshelger.

### Ursprunglig tävlingskalender före covid-19
Tävlingskalendern för 2020 innehåller ursprungligen 20 Grand Prix, vilket var ett mer än 2019. Det som tillkommer är Finlands Grand Prix på Kymi Ring. Senast Finland arranagerade ett Grand Prix var 1982. I övrigt var det samma Grand Prix på samma banor som 2019. På grund av Covid-19 blev det ändringar i kalendern.
| Omgång | Datum        | Grand Prix     | Bana                        | Kalenderändringar           |
| ------ | ------------ | -------------- | --------------------------- | --------------------------- |
| 1      | 8 mars^1     | Qatar          | Losail                      |                             |
| 2      | 22 mars      | Thailand       | Chang International Circuit | Inställt, besked 31/7       |
| 3      | 5 april      | Amerikas GP    | Circuit of the Americas     | Inställt, besked 8/7        |
| 4      | 19 april     | Argentina      | Termas de Río Hondo         | Inställt, besked 31/7       |
| 5      | 3 maj        | Spanien        | Jerez                       | Flyttat, 2 GP körs på banan |
| 6      | 17 maj       | Frankrike      | Le Mans Bugatti             | Flyttat                     |
| 7      | 31 maj       | Italien        | Mugello Circuit             | Inställt, besked 10/6       |
| 8      | 7 juni       | Katalonien     | Circuit de Catalunya        | Flyttat                     |
| 9      | 21 juni      | Tyskland       | Sachsenring                 | Inställt, besked 29/4       |
| 10     | 28 juni      | TT Assen       | TT Circuit Assen            | Inställt, besked 29/4       |
| 11     | 12 juli      | Finland        | Kymi Ring                   | Inställt, besked 29/4       |
| 12     | 9 augusti    | Tjeckien       | Masaryk Circuit, Brno       |                             |
| 13     | 16 augusti   | Österrike      | Red Bull Ring               | 2 GP körs på banan          |
| 14     | 30 augusti   | Storbritannien | Silverstone Circuit         | Inställt, besked 29/5       |
| 15     | 13 september | San Marino     | Misano                      | 2 GP körs på banan          |
| 16     | 27 september | Aragoniens GP  | Motorland Aragón            | Flyttat, 2 GP körs på banan |
| 17     | 18 oktober   | Japan          | Twin Ring Motegi            | Inställt, besked 1/6        |
| 18     | 25 oktober   | Australien     | Phillip Island Circuit      | Inställt, besked 29/5       |
| 19     | 1 november   | Malaysia       | Sepang                      | Inställt, besked 31/7       |
| 20     | 15 november  | Valencia       | Circuit Ricardo Tormo       | 2 GP körs på banan          |

Noter:
- ^1  - Kvällsrace i elljus.

### Ny kalender publicerad 11 juni
Organisatören Dorna publicerade den 11 juni en ny preliminär kalender för de europeiska deltävlingarna, vilken senast 31 juli skulle kompletteras med en plan för de fyra kvarvarande utomeuropeiska deltävlingarna att genomföras senast 13 december. 8 juli meddelades att Amerikas GP ställs in. 31 juli meddelades att Thailands, Argentinas och Malaysias Grand Prix-tävlingar också ställs in. Samtidigt meddelades att ytterligare ett Grand Prix i Europa skulle köras den22 november. Den 10 augusti meddelades att det var Portugals Grand Prix på Circuito de Portimäo.
| Omgång | Datum        | Grand Prix     | Bana                  | Segrare Moto3    | Segrare Moto2     | Segrare MotoGP    |
| ------ | ------------ | -------------- | --------------------- | ---------------- | ----------------- | ----------------- |
| 1      | 8 mars^1     | Qatar          | Losail                | Albert Arenas    | Tetsuta Nagashima | Inställt          |
| 2      | 19 juli      | Spanien        | Jerez                 | Albert Arenas    | Luca Marini       | Fabio Quartararo  |
| 3      | 26 juli      | Andalusien     | Jerez                 | Tatsuki Suzuki   | Enea Bastianini   | Fabio Quartararo  |
| 4      | 9 augusti    | Tjeckien       | Masaryk Circuit, Brno | Dennis Foggia    | Enea Bastianini   | Brad Binder       |
| 5      | 16 augusti   | Österrike      | Red Bull Ring         | Albert Arenas    | Jorge Martín      | Andrea Dovizioso  |
| 6      | 23 augusti   | Steiermark     | Red Bull Ring         | Celestino Vietti | Marco Bezzecchi   | Miguel Oliveira   |
| 7      | 13 september | San Marino     | Misano                | John McPhee      | Luca Marini       | Franco Morbidelli |
| 8      | 20 september | Emilia-Romagna | Misano                | Romano Fenati    | Enea Bastianini   | Maverick Viñales  |
| 9      | 27 september | Katalonien     | Circuit de Catalunya  | Darryn Binder    | Luca Marini       | Fabio Quartararo  |
| 10     | 11 oktober   | Frankrike      | Le Mans Bugatti       | Celestino Vietti | Sam Lowes         | Danilo Petrucci   |
| 11     | 18 oktober   | Aragonien      | Motorland Aragón      | Jaume Masiá      | Sam Lowes         | Álex Rins         |
| 12     | 25 oktober   | Teruel         | Motorland Aragón      | Jaume Masiá      | Sam Lowes         | Franco Morbidelli |
| 13     | 8 november   | Europa         | Circuit Ricardo Tormo | Raúl Fernández   | Marco Bezzecchi   | Joan Mir          |
| 14     | 15 november  | Valencia       | Circuit Ricardo Tormo | Tony Arbolino    | Jorge Martín      | Franco Morbidelli |
| 15     | 22 november  | Portugal       | Portimäo              |                  |                   |                   |

Noter:
- ^1  - Kvällsrace i elljus.

### Poängräkning
De 15 främsta i varje race får poäng enligt tabellen nedan. Alla race räknas.
| Plats | 1  | 2  | 3  | 4  | 5  | 6  | 7 | 8 | 9 | 10 | 11 | 12 | 13 | 14 | 15 |
| ----- | -- | -- | -- | -- | -- | -- | - | - | - | -- | -- | -- | -- | -- | -- |
| Poäng | 25 | 20 | 16 | 13 | 11 | 10 | 9 | 8 | 7 | 6  | 5  | 4  | 3  | 2  | 1  |

## MotoGP

### Regeländringar
Till 2020 ändras regelverket tämligen lite.

### Team och förare 2020
Nya förare som tillkommer är Álex Márquez, Brad Binder och Iker Lekuona från Moto2 i stället för Jorge Lorenzo, Karel Abraham och Hafiz Syharin.
Märkesteam
- Repsol Honda: Marc Márquez fortsätter. Hans bror Álex Márquez från Moto2-klassen ersätter Jorge Lorenzo.
- Monster Yamaha: Valentino Rossi och Maverick Viñales fortsätter.
- Ducati Corse: Andrea Dovizioso och Danilo Petrucci fortsätter.
- Ecstar Suzuki: Alex Rins och Joan Mir fortsätter.
- Aprilia Gresini: Aleix Espargaró fortsätter. Andrea Iannone skulle fortsatt men testades positvit för doping i december 2019. Ersättare ej klar i januari 2020.
- KTM: Pol Espargaró fortsätter. Brad Binder från Moto2-klassen ersätter Johann Zarco.

Satellitteam
- LCR Honda: Cal Cruchlow och Taakaki Nakagami fortsätter.
- Tech 3 KTM: Miguel Oliveira fortsätter. Iker Lekuona från Moto2-klassen ersätter Hafiz Syharin.
- Pramac Ducati: Jack Miller och Franscesco Bagnaia fortsätter.
- Avintia Racing (Ducati): Tito Rabat fortsätter. Johann Zarco från KTM ersätter Karel Abraham.
- Petronas Yamaha SRT: Franco Morbidelli och Fabio Quartararo fortsätter.

### Startlista MotoGP
| Nr | Förare            | Nation         | Team                         | Motorcykel | GP          | Anmärkning                     |
| -- | ----------------- | -------------- | ---------------------------- | ---------- | ----------- | ------------------------------ |
| 4  | Andrea Dovizioso  | Italien        | Ducati Team                  | Ducati     | 2-15        |                                |
| 5  | Johann Zarco      | Frankrike      | Reale Avintia Racing         | Ducati     | 2-15        |                                |
| 6  | Stefan Bradl      | Tyskland       | Repsol Honda Team            | Honda      | 4-15        | Ersatte 93 Márquez             |
| 9  | Danilo Petrucci   | Italien        | Ducati Team                  | Ducati     | 2-15        |                                |
| 12 | Maverick Viñales  | Spanien        | Monster Energy Yamaha MotoGP | Yamaha     | 2-15        |                                |
| 20 | Fabio Quartararo  | Frankrike      | Petronas Yamaha SRT          | Yamaha     | 2-15        |                                |
| 21 | Franco Morbidelli | Italien        | Petronas Yamaha SRT          | Yamaha     | 2-15        |                                |
| 27 | Iker Lecuona      | Spanien        | Red Bull KTM Tech 3          | KTM        | 2-12        |                                |
| 29 | Andrea Iannone    | Italien        | Aprilia Racing Team Gresini  | Aprilia    |             | Avstängd pga doping            |
| 30 | Takaaki Nakagami  | Japan          | LCR Honda Idemitsu           | Honda      | 2-15        |                                |
| 31 | Garrett Gerloff   | USA            | Monster Energy Yamaha MotoGP | Yamaha     | 13          | Ersatte 46 Rossi i FP1 och FP2 |
| 32 | Lorenzo Savadori  | Italien        | Aprilia Racing Team Gresini  | Aprilia    | 13-15       | Ersatte 29 Iannone             |
| 33 | Brad Binder       | Sydafrika      | Red Bull KTM Factory Racing  | KTM        | 2-15        |                                |
| 35 | Cal Crutchlow     | Storbritannien | LCR Honda Castrol            | Honda      | 2-7, 9-15   |                                |
| 36 | Joan Mir          | Spanien        | Team Suzuki Ecstar           | Suzuki     | 2-15        |                                |
| 38 | Bradley Smith     | Storbritannien | Aprilia Racing Team Gresini  | Aprilia    | 2-12        | Ersatte 29 Iannone             |
| 41 | Aleix Espargaró   | Spanien        | Aprilia Racing Team Gresini  | Aprilia    | 2-15        |                                |
| 42 | Álex Rins         | Spanien        | Team Suzuki Ecstar           | Suzuki     | 2-15        |                                |
| 43 | Jack Miller       | Australien     | Pramac Racing                | Ducati     | 2-15        |                                |
| 44 | Pol Espargaró     | Spanien        | Red Bull KTM Factory Racing  | KTM        | 2-15        |                                |
| 46 | Valentino Rossi   | Italien        | Monster Energy Yamaha MotoGP | Yamaha     | 2-10, 13-15 |                                |
| 51 | Michele Pirro     | Italien        | Pramac Racing                | Ducati     | 5-6         | Ersatte 63 Bagnaia             |
| 53 | Tito Rabat        | Spanien        | Reale Avintia Racing         | Ducati     | 2-15        |                                |
| 63 | Francesco Bagnaia | Italien        | Pramac Racing                | Ducati     | 2-4, 7-15   |                                |
| 73 | Álex Márquez      | Spanien        | Repsol Honda Team            | Honda      | 2-15        |                                |
| 83 | Mika Kallio       | Finland        | Red Bull KTM Tech 3          | KTM        | 15          | Ersatte 27 Lecuona             |
| 88 | Miguel Oliveira   | Portugal       | Red Bull KTM Tech 3          | KTM        | 2-15        |                                |
| 93 | Marc Márquez      | Spanien        | Repsol Honda Team            | Honda      | 2-3         |                                |

### Resultat MotoGP
| Omgång | Bana            | Segrare           | Segrarens mc | Tvåa              | Trea              | Pole position     | Snabbaste varv    | VM-ledare        |
| ------ | --------------- | ----------------- | ------------ | ----------------- | ----------------- | ----------------- | ----------------- | ---------------- |
| 1      | Losail          | Inställt          | Inställt     | Inställt          | Inställt          | Inställt          | Inställt          | Inställt         |
| 2      | Jerez           | Fabio Quartararo  | Yamaha       | Maverick Viñales  | Andrea Dovizioso  | Fabio Quartararo  | Marc Márquez      | Fabio Quartararo |
| 3      | Jerez           | Fabio Quartararo  | Yamaha       | Maverick Viñales  | Valentino Rossi   | Fabio Quartararo  | Fabio Quartararo  | Fabio Quartararo |
| 4      | Brno            | Brad Binder       | KTM          | Franco Morbidelli | Johann Zarco      | Brad Binder       | Johann Zarco      | Fabio Quartararo |
| 5      | Red Bull Ring   | Andrea Dovizioso  | Ducati       | Joan Mir          | Jack Miller       | Maverick Viñales  | Álex Rins         | Fabio Quartararo |
| 6      | Red Bull Ring   | Miguel Oliveira   | KTM          | Jack Miller       | Pol Espargaró     | Pol Espargaró     | Pol Espargaró     | Fabio Quartararo |
| 7      | Misano          | Franco Morbidelli | Yamaha       | Francesco Bagnaia | Joan Mir          | Maverick Viñales  | Francesco Bagnaia | Andrea Dovizioso |
| 8      | Misano          | Maverick Viñales  | Yamaha       | Joan Mir          | Pol Espargaró     | Maverick Viñales  | Francesco Bagnaia | Andrea Dovizioso |
| 9      | Catalunya       | Fabio Quartararo  | Yamaha       | Joan Mir          | Álex Rins         | Franco Morbidelli | Fabio Quartararo  | Fabio Quartararo |
| 10     | Le Mans Bugatti | Danilo Petrucci   | Ducati       | Álex Márquez      | Pol Espargaró     | Fabio Quartararo  | Johann Zarco      | Fabio Quartararo |
| 11     | Aragón          | Álex Rins         | Suzuki       | Álex Márquez      | Joan Mir          | Fabio Quartararo  | Álex Rins         | Joan Mir         |
| 12     | Aragón          | Franco Morbidelli | Yamaha       | Álex Rins         | Joan Mir          | Takaaki Nakagami  | Franco Morbidelli | Joan Mir         |
| 13     | Valencia        | Joan Mir          | Suzuki       | Álex Rins         | Pol Espargaró     | Pol Espargaró     | Brad Binder       | Joan Mir         |
| 14     | Valencia        | Franco Morbidelli | Yamaha       | Jack Miller       | Pol Espargaró     | Franco Morbidelli | Jack Miller       | Joan Mir         |
| 15     | Portimäo        | Miguel Oliveira   | KTM          | Jack Miller       | Franco Morbidelli | Miguel Oliveira   | Miguel Oliveira   | Joan Mir         |

### Mästerskapsställning MotoGP
Slutställning efter 14 Grand Prix
1. Joan Mir, 171 p. Klar världsmästare efter säsongens näst sista Grand Prix.
2. Franco Morbidelli, 158 p.
3. Álex Rins, 139 p.
4. Andrea Dovizioso, 135 p.
5. Pol Espargaró, 135 p.
6. Maverick Viñales, 132 p.
7. Jack Miller, 132 p.
8. Fabio Quartararo, 127 p.
9. Miguel Oliveira, 125 p.
10. Takaaki Nakagami, 116 p.
11. Brad Binder, 87 p.
12. Danilo Petrucci, 78 p.
13. Johann Zarco, 77 p.
14. Álex Márquez, 74 p.
15. Valentino Rossi, 66 p.
16. Francesco Bagnaia, 47 p.
17. Aleix Espargaró, 42 p.
18. Cal Crutchlow, 32 p.
19. Stefan Bradl, 27 p.
20. Iker Lecuona, 27 p.
21. Bradley Smith, 12 p.
22. Esteve Rabat, 10 p.
23. Michele Pirro, 4 p.
24. Mika Kallio, 0 p.
25. Lorenzo Savadori, 0 p.

## Moto2
Inga större regeländringar i Moto2

### Startlista Moto2
Preiminär startlista 
| Nr | Förare                | Nation         | Team                        | Motorcykel | GP          | Anmärkning         |
| -- | --------------------- | -------------- | --------------------------- | ---------- | ----------- | ------------------ |
| 2  | Jesko Raffin          | Schweiz        | NTS RW Racing GP            | NTS        | 1-3, 7      |                    |
| 5  | Alejandro Medina      | Spanien        | Openbank Aspar Team         | Speed Up   | 6           | Ersatte 55 Syahrin |
| 7  | Lorenzo Baldassarri   | Italien        | Flexbox HP 40               | Kalex      | 1-15        |                    |
| 9  | Jorge Navarro         | Spanien        | Speed Up Racing             | Speed Up   | 1-15        |                    |
| 10 | Luca Marini           | Italien        | Sky Racing Team VR46        | Kalex      | 1-15        |                    |
| 11 | Nicolo Bulega         | Italien        | Federal Oil Gresini Moto2   | Kalex      | 1-15        |                    |
| 12 | Thomas Lüthi          | Schweiz        | Liqui Moly Intact GP        | Kalex      | 1-15        |                    |
| 16 | Joe Roberts           | USA            | American Racing             | Kalex      | 1-15        |                    |
| 18 | Xavi Cardelus         | Andorra        | Openbank Aspar Team         | Speed Up   | 11-12       | Ersatte 44 Canet   |
| 19 | Lorenzo Dalla Porta   | Italien        | Italtrans Racing Team       | Kalex      | 1-15        |                    |
| 21 | Fabio Di Giannantonio | Italien        | Speed Up Racing             | Speed Up   | 1-15        |                    |
| 22 | Sam Lowes             | Storbritannien | EG 0,0 Marc VDS             | Kalex      | 1-15        |                    |
| 23 | Marcel Schrötter      | Tyskland       | Liqui Moly Intact GP        | Kalex      | 1-15        |                    |
| 24 | Simone Corsi          | Italien        | MV Agusta Temporary Forward | MV Agusta  | 1-15        |                    |
| 27 | Andi Farid Izdihar    | Indonesien     | Idemitsu Honda Team Asia    | Kalex      | 1-15        |                    |
| 33 | Enea Bastianini       | Italien        | Italtrans Racing Team       | Kalex      | 1-15        |                    |
| 35 | Somkiat Chantra       | Thailand       | Idemitsu Honda Team Asia    | Kalex      | 1-15        |                    |
| 37 | Augusto Fernández     | Spanien        | EG 0,0 Marc VDS             | Kalex      | 1-15        |                    |
| 40 | Héctor Garzó          | Spanien        | Flexbox HP 40               | Kalex      | 1-15        |                    |
| 42 | Marcos Ramírez        | Spanien        | American Racing             | Kalex      | 1-15        |                    |
| 44 | Arón Canet            | Spanien        | Openbank Aspar Team         | Speed Up   | 1-10, 13-15 |                    |
| 45 | Tetsuta Nagashima     | Japan          | Red Bull KTM Ajo            | Kalex      | 1-15        |                    |
| 54 | Mattia Pasini         | Italien        | Red Bull KTM Ajo            | Kalex      | 8           | Ersatte 88 Martín  |
| 55 | Hafizh Syahrin        | Malaysia       | Openbank Aspar Team         | Speed Up   | 1-5, 7-15   |                    |
| 57 | Edgar Pons            | Spanien        | Federal Oil Gresini Moto2   | Kalex      | 1-15        |                    |
| 62 | Stefano Manzi         | Italien        | MV Agusta Temporary Forward | MV Agusta  | 1-15        |                    |
| 64 | Bo Bendsneyder        | Nederländerna  | NTS RW Racing GP            | NTS        | 1-15        |                    |
| 72 | Marco Bezzecchi       | Italien        | Sky Racing Team VR46        | Kalex      | 1-15        |                    |
| 74 | Piotr Biesiekirski    | Polen          | NTS RW Racing GP            | NTS        | 8-15        | Ersatte 2 Raffin   |
| 77 | Dominique Aegerter    | Schweiz        | NTS RW Racing GP            | NTS        | 4-6         | Ersatte 2 Raffin   |
| 87 | Remy Gardner          | Australien     | Onexox TKKR SAG Team        | Kalex      | 1-7, 9-15   |                    |
| 88 | Jorge Martín          | Spanien        | Red Bull KTM Ajo            | Kalex      | 1-6, 9-15   |                    |
| 96 | Jake Dixon            | Storbritannien | Petronas Sprinta Racing     | Kalex      | 1-13        |                    |
| 97 | Xavi Vierge           | Spanien        | Petronas Sprinta Racing     | Kalex      | 1-15        |                    |
| 99 | Kasma Daniel          | Malaysia       | Onexox TKKR SAG Team        | Kalex      | 1-15        |                    |

### Resultat Moto2
| Omgång | Bana            | Segrare           | Segrarens mc | Tvåa                  | Trea                  | Pole position   | Snabbaste varv    | VM-ledare         |
| ------ | --------------- | ----------------- | ------------ | --------------------- | --------------------- | --------------- | ----------------- | ----------------- |
| 1      | Losail          | Tetsuta Nagashima | Kalex        | Lorenzo Baldassarri   | Enea Bastianini       | Joe Roberts     | Tetsuta Nagashima | Tetsuta Nagashima |
| 2      | Jerez           | Luca Marini       | Kalex        | Tetsuta Nagashima     | Jorge Martín          | Jorge Martín    | Tetsuta Nagashima | Tetsuta Nagashima |
| 3      | Jerez           | Enea Bastianini   | Kalex        | Luca Marini           | Marco Bezzecchi       | Marco Bezzecchi | Enea Bastianini   | Tetsuta Nagashima |
| 4      | Brno            | Enea Bastianini   | Kalex        | Sam Lowes             | Joe Roberts           | Enea Bastianini | Joe Roberts       | Enea Bastianini   |
| 5      | Red Bull Ring   | Jorge Martín      | Kalex        | Luca Marini           | Marcel Schrötter      | Remy Gardner    | Jorge Martín      | Luca Marini       |
| 6      | Red Bull Ring   | Marco Bezzecchi   | Kalex        | Jorge Martín          | Remy Gardner          | Arón Canet      | Marco Bezzecchi   | Luca Marini       |
| 7      | Misano          | Luca Marini       | Kalex        | Marco Bezzecchi       | Enea Bastianini       | Sam Lowes       | Luca Marini       | Luca Marini       |
| 8      | Misano          | Enea Bastianini   | Kalex        | Marco Bezzecchi       | Sam Lowes             | Luca Marini     | Sam Lowes         | Luca Marini       |
| 9      | Catalunya       | Luca Marini       | Kalex        | Sam Lowes             | Fabio Di Giannantonio | Luca Marini     | Sam Lowes         | Luca Marini       |
| 10     | Le Mans Bugatti | Sam Lowes         | Kalex        | Remy Gardner          | Marco Bezzecchi       | Joe Roberts     | Augusto Fernández | Luca Marini       |
| 11     | Aragón          | Sam Lowes         | Kalex        | Enea Bastianini       | Jorge Martín          | Sam Lowes       | Jorge Martín      | Enea Bastianini   |
| 12     | Aragón          | Sam Lowes         | Kalex        | Fabio Di Giannantonio | Enea Bastianini       | Sam Lowes       | Sam Lowes         | Sam Lowes         |
| 13     | Valencia        | Marco Bezzecchi   | Kalex        | Jorge Martín          | Remy Gardner          | Xavi Vierge     | Héctor Garzó      | Enea Bastianini   |
| 14     | Valencia        | Jorge Martín      | Kalex        | Héctor Garzó          | Marco Bezzecchi       | Stefano Manzi   | Héctor Garzó      | Enea Bastianini   |
| 15     | Portimäo        | Remy Gardner      | Kalex        | Luca Marini           | Sam Lowes             | Remy Gardner    | Remy Gardner      | Enea Bastianini   |

### Mästerskapsställning Moto2
Ställning i förarmästerskapet efter 14 av 15 Grand Prix.
1. Enea Bastianini, 194 p.
2. Sam Lowes, 180 p.
3. Luca Marini, 176 p.
4. Marco Bezzecchi, 171 p.
5. Jorge Martín, 150 p.
6. Remy Gardner, 110 p.
7. Tetsuta Nagashima, 89 p.
8. Joe Roberts, 85 p.
9. Marcel Schrötter, 77 p.
10. Xavi Vierge, 73 p.
11. Thomas Lüthi, 72 p.
12. Arón Canet, 66 p.
13. Fabio Di Giannantonio, 65 p.
14. Lorenzo Baldassarri, 64 p.
15. Héctor Garzó, 63 p.
16. Augusto Fernández, 63 p.
17. Jorge Navarro, 58 p.

## Moto3

### Startlista Moto3
| Nr | Förare             | Nation         | Team                          | Motorcykel | GP          | Anmärkning                                  |
| -- | ------------------ | -------------- | ----------------------------- | ---------- | ----------- | ------------------------------------------- |
| 2  | Gabriel Rodrigo    | Argentina      | Kömmerling Gresini Moto3      | Honda      | 1-15        |                                             |
| 5  | Jaume Masiá        | Spanien        | Leopard Racing                | KTM        | 1-15        |                                             |
| 6  | Ryusei Yamanaka    | Japan          | Estrella Galicia 0,0          | Honda      | 1-15        |                                             |
| 7  | Dennis Foggia      | Italien        | Leopard Racing                | Honda      | 1-15        |                                             |
| 9  | Davide Pizzoli     | Italien        | BOE Skull Rider Facile Energy | KTM        | 1-15        |                                             |
| 11 | Sergio García      | Spanien        | Estrella Galicia 0,0          | Honda      | 1-15        |                                             |
| 12 | Filip Salac        | Tjeckien       | Rivacold Snipers Team         | Honda      | 1-15        |                                             |
| 13 | Celestino Vietti   | Italien        | Sky Racing Team VR46          | KTM        | 1-15        |                                             |
| 14 | Tony Arbolino      | Italien        | Rivacold Snipers Team         | Honda      | 1-10, 12-15 |                                             |
| 16 | Andrea Migno       | Italien        | Sky Racing Team VR46          | KTM        | 1-15        |                                             |
| 17 | John McPhee        | Storbritannien | Petronas Sprinta Racing       | Honda      | 1-15        |                                             |
| 20 | José Julian García | Spanien        | Sic58 Squadra Corse           | Honda      | 1, 9        | Ersatte 23 Antonelli (GP1), 24 Suzuki (GP9) |
| 21 | Alonso López       | Spanien        | Sterilgarda Max Racing Team   | Husqvarna  | 1-15        |                                             |
| 23 | Niccolò Antonelli  | Italien        | Sic58 Squadra Corse           | Honda      | 2-15        |                                             |
| 24 | Tatsuki Suzuki     | Japan          | Sic58 Squadra Corse           | Honda      | 1-8, 10-15  |                                             |
| 25 | Raúl Fernández     | Spanien        | Red Bull KTM Ajo              | KTM        | 1-15        |                                             |
| 27 | Kaito Toba         | Japan          | Red Bull KTM Ajo              | KTM        | 1-15        |                                             |
| 40 | Darryn Binder      | Sydafrika      | CIP Green Power               | KTM        | 1-15        |                                             |
| 50 | Jason Dupasquier   | Schweiz        | CarXpert PruestelGP           | KTM        | 1-15        |                                             |
| 52 | Jeremy Alcoba      | Spanien        | Kömmerling Gresini Moto3      | Honda      | 1-15        |                                             |
| 53 | Deniz Öncü         | Turkiet        | Red Bull KTM Tech 3           | KTM        | 1-15        |                                             |
| 54 | Riccardo Rossi     | Italien        | BOE Skull Rider Facile Energy | KTM        | 1-11, 13-15 |                                             |
| 55 | Romano Fenati      | Italien        | Sterilgarda Max Racing Team   | Husqvarna  | 1-15        |                                             |
| 60 | Dirk Geiger        | Tyskland       | CarXpert PruestelGP           | KTM        | 1           | Ersatte 70 Baltus                           |
| 70 | Barry Baltus       | Belgien        | CarXpert PruestelGP           | KTM        | 2-15        |                                             |
| 71 | Ayumu Sasaki       | Japan          | Red Bull KTM Tech 3           | KTM        | 1-15        |                                             |
| 73 | Maximilian Kofler  | Österrike      | CIP Green Power               | KTM        | 1-15        |                                             |
| 75 | Albert Arenas      | Spanien        | Aspar Team Gaviota            | KTM        | 1-15        |                                             |
| 79 | Ai Ogura           | Japan          | Honda Team Asia               | Honda      | 1-15        |                                             |
| 82 | Stefano Nepa       | Italien        | Aspar Team Gaviota            | KTM        | 1-15        |                                             |
| 89 | Khairul Idham Pavi | Malaysia       | Petronas Sprinta Racing       | Honda      | 1-5, 7-15   |                                             |
| 92 | Yuki Kunii         | Japan          | Honda Team Asia               | Honda      | 1-15        |                                             |
| 99 | Carlos Tatay       | Spanien        | Reale Avintia Racing          | KTM        | 1-15        |                                             |

### Resultat Moto3
| Omgång | Bana            | Segrare          | Segrarens mc | Tvåa             | Trea             | Pole position   | Snabbaste varv   | VM-ledare     |
| ------ | --------------- | ---------------- | ------------ | ---------------- | ---------------- | --------------- | ---------------- | ------------- |
| 1      | Losail          | Albert Arenas    | KTM          | John McPhee      | Ai Ogura         | Tatsuki Suzuki  | Ai Ogura         | Albert Arenas |
| 2      | Jerez           | Albert Arenas    | KTM          | Ai Ogura         | Tony Arbolino    | Tatsuki Suzuki  | John McPhee      | Albert Arenas |
| 3      | Jerez           | Tatsuki Suzuki   | Honda        | John McPhee      | Celestino Vietti | Tatsuki Suzuki  | Jaume Masiá      | Albert Arenas |
| 4      | Brno            | Dennis Foggia    | Honda        | Albert Arenas    | Ai Ogura         | Raúl Fernández  | Jaume Masiá      | Albert Arenas |
| 5      | Red Bull Ring   | Albert Arenas    | KTM          | Jaume Masiá      | John McPhee      | Raúl Fernández  | Darryn Binder    | Albert Arenas |
| 6      | Red Bull Ring   | Celestino Vietti | KTM          | Tony Arbolino    | Ai Ogura         | Gabriel Rodrigo | Ayumu Sasaki     | Albert Arenas |
| 7      | Misano          | John McPhee      | Honda        | Ai Ogura         | Tatsuki Suzuki   | Ai Ogura        | Ryusei Yamanaka  | Albert Arenas |
| 8      | Misano          | Romano Fenati    | Husqvarna    | Celestino Vietti | Ai Ogura         | Raúl Fernández  | Gabriel Rodrigo  | Albert Arenas |
| 9      | Catalunya       | Darryn Binder    | KTM          | Tony Arbolino    | Dennis Foggia    | Tony Arbolino   | Romano Fenati    | Ai Ogura      |
| 10     | Le Mans Bugatti | Celestino Vietti | KTM          | Tony Arbolino    | Albert Arenas    | Jaume Masiá     | Celestino Vietti | Albert Arenas |
| 11     | Aragón          | Jaume Masiá      | Honda        | Darryn Binder    | Raúl Fernández   | Raúl Fernández  | Darryn Binder    | Albert Arenas |
| 12     | Aragón          | Jaume Masiá      | Honda        | Ayumu Sasaki     | Kaito Toba       | Raúl Fernández  | Sergio García    | Albert Arenas |
| 13     | Valencia        | Raúl Fernández   | KTM          | Sergio García    | Ai Ogura         | John McPhee     | Albert Arenas    | Albert Arenas |
| 14     | Valencia        | Tony Arbolino    | Honda        | Sergio García    | Raúl Fernández   | Darryn Binder   | Sergio García    | Albert Arenas |
| 15     | Portimäo        |                  |              |                  |                  |                 |                  |               |

### Mästerskapsställning Moto3
Ställning i förarmästerskapet efter 14 av 15 Grand Prix.
1. Albert Arenas, 170 p.
2. Ai Ogura, 162 p.
3. Tony Arbolino, 159 p.
4. Jaume Masiá, 140 p.
5. Celestino Vietti, 137 p.
6. Raúl Fernández, 134 p.
7. John McPhee, 124 p.
8. Darryn Binder, 112 p.
9. Tatsuki Suzuki, 83 p.
10. Gabriel Rodrigo, 80 p.
11. Romano Fenati, 77 p.
12. Sergio García, 77 p.
13. Jeremy Alcoba, 71 p.
14. Dennis Foggia, 69 p.
15. Andrea Migno, 60 p.

## Övriga VM-klasser
FIM delar ut världsmästerskap i fem klasser utöver de tre Grand Prix-klasserna: Superbike, Supersport, Supersport 300, Endurance och Sidvagn.

### Sidvagn
2020 års världsmästerskap  ställdes in på grund av Covid-19.